# Guillermo Ortiz Camargo
Guillermo Ortiz Camargo (* 25. Juni 1939 in Mexiko-Stadt; † 17. Dezember 2009), auch bekannt unter den Spitznamen Chato bzw. Chatito, war ein mexikanischer Fußballspieler auf der Position des Stürmers.

## Biografie
Guillermo Ortiz begann als Kind auf der Position des Außenverteidigers, spielte als Jugendlicher im Mittelfeld und agierte später als halblinker Stürmer.
Zu seinem Stammverein stieß er bereits im Alter von 13 Jahren, weil er von seinem ebenfalls für Necaxa spielenden Vater Marcial „El Ranchero“ Ortiz in dessen Nachwuchsabteilung gesteckt wurde.
Sein Debüt in der mexikanischen Primera División gab Chato Ortiz 1957 in einem Spiel gegen Atlas. 
Beim 2:1-Sieg über die Niederlande am 19. April 1961 lief Ortiz erstmals für die Nationalmannschaft auf. Sein erstes Länderspieltor war das „goldene Tor“ zum 1:0-Sieg gegen Kolumbien am 1. April 1962. Ortiz wurde 1962 auch in den mexikanischen WM-Kader berufen, kam verletzungsbedingt jedoch nicht zum Einsatz. Seinen einzigen „Doppelpack“ im Dress der Nationalmannschaft erzielte er am 28. März 1963 beim 8:0 gegen Jamaika. Sein letztes Länderspiel absolvierte er zwei Tage später in einer torlosen Begegnung mit Costa Rica. 
Nachdem er die Fußballschuhe an den Nagel gehängt hatte, entdeckte er seine Liebe für den American Football und war auch in dieser Sportart aktiv. Ferner arbeitete er als Drechsler und begann ein Studium der Ingenieurwissenschaften. 
Im Dezember 2009 verstarb Guillermo Ortiz an Kehlkopfkrebs.